# FC St. Andrews
Der St. Andrews FC ist ein maltesischer Fußballverein aus der Gemeinde Pembroke. Seit seiner Gründung 1983 spielte er drei Spielzeiten in der höchsten maltesischen Spielklasse, der Maltese Premier League (1991 bis 1994). Der größte Erfolg war dabei der 4. Platz 1992/93. Seit dem Aufstieg 2015 spielt St. Andrews wieder in der Premier League.